# Timbiriche

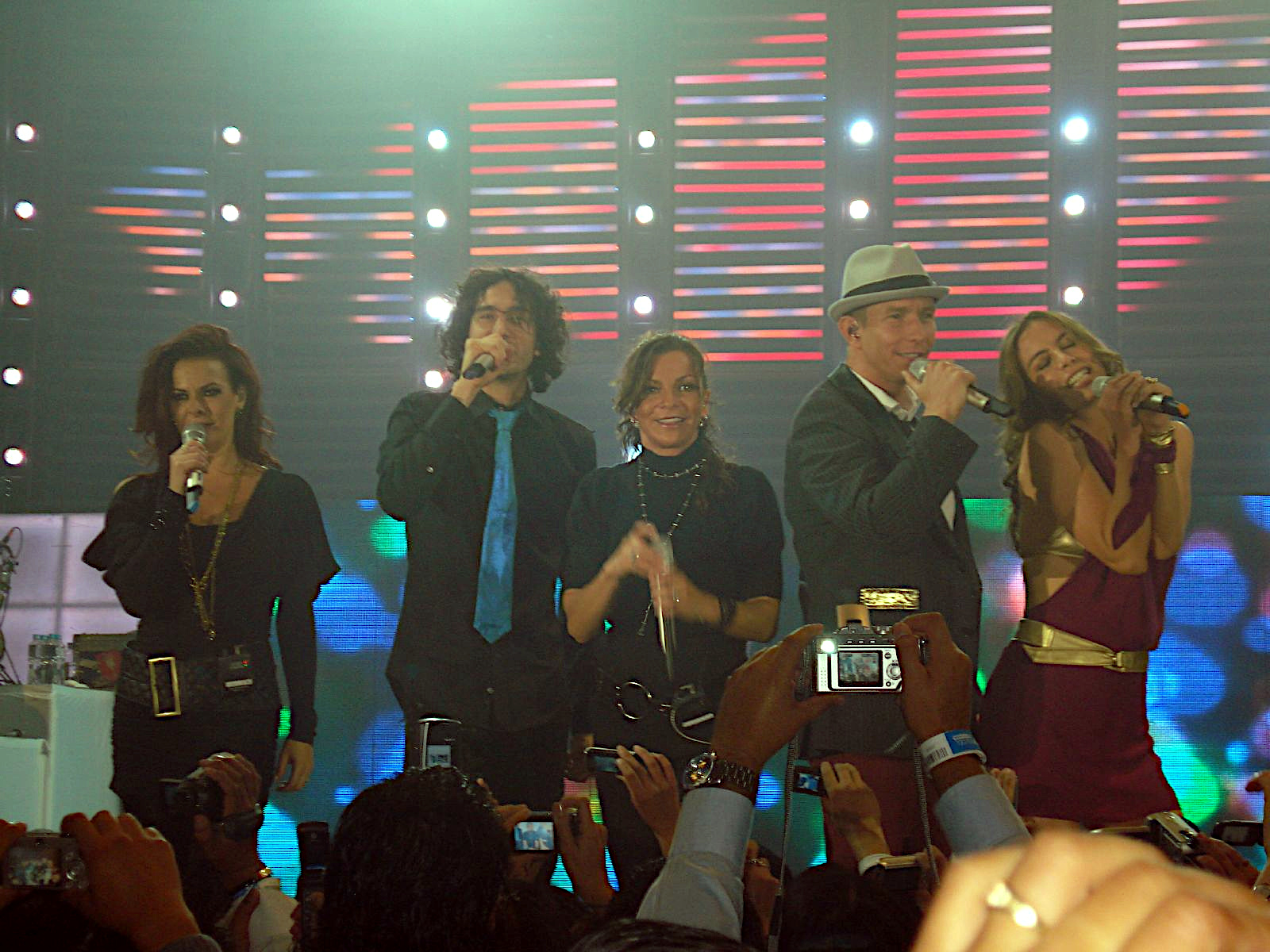
Timbiriche.

Timbiriche est un groupe musical de pop mexicaine.
Le groupe fut produit par Luis de Llano  pour l'entreprise Televisa.
Ils chantaient des chansons écrites par des compositeurs travaillant pour Televisa.

## Membres du groupe
- Alix Bauer         1982-1988
- Benny Ibarra      1982-1985
- Diego Schoening   1982-1994
- Paulina Rubio  1982-1991
- Sasha Sokol                1982-1986
- Mariana Garza              1982-1987
- Erick Rubín                 1983-1991
- Eduardo Capetillo1985-1989
- Thalía Sodi Miranda 1986-1989
- Edith Márquez 1987-1991
- Bibi Gaytán1989-1991
- Claudio Bermúdez1989-1991
- Patricia Tanuz 1989-1990
- Silvia Campos 1990-1994
- Lorena Shelley 1991-1994
- Mano (Daniel) Gaytán 1991-1994
- Tanya Velasco 1991-1994
- Kenya Hijuelos 1991-1992
- Alexa Lozano 1991-1994
- Jean Duverger 1992-1994

## Discographie
- 1982 - Timbiriche
- 1982 - La Banda Timbiriche.
- 1983 - La Banda Timbiriche en Concierto
- 1983 - Timbiriche Disco Ruido.
- 1984 - Timbiriche Vaselina.
- 1985 - Timbiriche Rock Show.
- 1987 - Timbiriche 7.
- 1988 - Timbiriche 8 y 9.
- 1989 - Timbiriche Los clásicos de Timbiriche
- 1990 - Timbiriche 10.
- 1992 - Timbiriche 11.
- 1993 - Timbiriche 12.
- 1998 - Timbiriche El concierto